# Helena Kłosowicz
Helena Kłosowicz (ps. „Monika”, ur. 15 marca 1911 w Pohulance, zm. 16 grudnia 1988 w Pruszkowie) – żołnierz Armii Krajowej, łączniczka, sanitariuszka, uczestniczka kampanii wrześniowej i powstania warszawskiego, więźniarka Pawiaka, po II wojnie światowej urzędniczka, więźniarka Ministerstwa Bezpieczeństwa Publicznego.

## Życiorys
Urodziła się 15 marca 1911 roku w Pohulance. Jej rodzicami byli lekarz Bolesław Kłosowicz i Józefa z d. Krygier. Ok. 1935 roku ukończyła trzyletni kurs grafiki stosowanej przy Muzeum Rzemiosł i Sztuki Stosowanej, następnie w 1936 roku rozpoczęła studia na Wydziale Dziennikarskim Akademii Nauk Politycznych.

### II wojna światowa
Uczestniczyła w obronie Warszawy podczas kampanii wrześniowej. W styczniu 1940 roku została zaprzysiężona do Związki Walki Zbrojnej. Jako „Monika” pełniła funkcję łączniczki i kolporterki prasy podziemnej. Mieszkała przy ul. Pańskiej 36, w jej mieszkaniu odbywały się odprawy dowództwa, rozdział prasy podziemnej, szkolenia militarne i sanitarne, czyszczenie broni. Wiosną 1942 roku została przydzielona do Batalionu „Łukasiński” w 1 kompanii „Troki” kpt. Tadeusza Majcherczyka ps. „Zdan”.
We wrześniu 1943 roku została aresztowana przez gestapo. Dwa miesiące później została przewieziona na Pawiak. W wyniku akcji przeprowadzonej przez jednego z więźniów jadących w jej transporcie, 21 listopada 1943 roku została odbita i uniknęła egzekucji.
Podczas powstania warszawskiego dnia 23 sierpnia 1944 roku wraz z innymi sanitariuszkami (według innego źródła: żołnierzami) przeniosła swojego dowódcę kpt. „Zdana”. Została przydzielona do opieki nad rannym dowódcą. 27 sierpnia wraz z Janiną Kwiatkowską ps. „Łukasz” i cywilami przeniosła wszystkich rannych z płonącego szpitala przy ul. Długiej 16. Chorzy trafili do Centralnego Powstańczego Szpitala Chirurgicznego nr 1 przy ul. Długiej 7, gdzie Kłosowicz objęła stanowisko pielęgniarki.
2 września szpital przy ul. Długiej 7 został zaatakowany przez Niemców i Rosyjską Armię Wyzwoleńczą. Kłosowicz wraz z Danutą Siemaszko ps. „Danka” i kilkoma rannymi (w tym kpt. „Zdanem”) zdołała uciec na dziedziniec szpitala, stamtąd udając się na pl. Zamkowy. Według relacji ze szpitala wyszło ok. 300 rannych, jednak podczas marszu większość, nie będąca w stanie pokonać dużego dystansu, zginęła z rąk Niemców. Kłosowicz, Siemaszko i kpt. „Zdan” został zatrzymani przez Niemców w okolicach Mariensztatu. Od rozstrzelania uratował ich oficer dr Peter Müller (według różnych źródeł Niemiec lub Austriak w wojsku niemieckim), który nakazał kpt. „Zdanowi” udać się do szpitala przy Seminarium oo. Karmelitów, a sanitariuszkom zaopiekowanie się rannymi w tymże szpitalu. Dzięki uzyskanemu w następnych dniach zezwoleniu przeniosła ok. 36 lub 40 rannych i poparzonych ze Starówki do szpitala przy Seminarium. 18 września wyszła z Warszawy. Ewakuując się z miasta zdołała wywieźć poza Warszawę trzech rannych księży oraz kpt. „Zdana”. Do stolicy wróciła 23 stycznia 1945 roku.
Przypuszczalnie ok. 1940 roku wyszła za mąż (nazwisko męża jest niepewne, przypuszcza się, że mógł nazywać się Czyżkowski). W 1941 roku urodziła syna. Obaj zginęli pierwszego dnia powstania warszawskiego.

### Po II wojnie światowej
Po wojnie 15 sierpnia 1945 roku została aresztowana przez Ministerstwo Bezpieczeństwa Publicznego. Trafiła do więzienia na Mokotowie. Wyrokiem sądu z 8 i 11 października 1945 roku została skazana na trzy lata pozbawienia wolności. Na mocy amnestii została zwolniona miesiąc po wydaniu wyroku. Pracowała jako urzędniczka, ze względu na przynależność do Armii Krajowej wielokrotnie zmieniała pracę. W 1946 roku zamieszkała w Pruszkowie.
Po wojnie zaprojektowała pomnik Gloria Victis.
Zmarła 16 grudnia 1988 roku w Pruszkowie. Została pochowana na cmentarzu Wolskim w Warszawie.

## Odznaczenia
- Krzyż Srebrny Orderu Wojennego Virtuti Militari (brak dokumentu odznaczenia, nadanie zweryfikowano 21 marca 1972 roku)[5]
- Krzyż Walecznych[5]
- Krzyż Armii Krajowej[5]
- Srebrny Krzyż Zasług z Mieczami[5]
- Warszawski Krzyż Powstańczy[5]
- Odznaka Grunwaldzka[5]